# Hamptophryne boliviana
Espèce
Synonymes
- Chiasmocleis boliviana Parker, 1927

Statut de conservation UICN

 LC  : Préoccupation mineure
Hamptophryne boliviana est une espèce d'amphibiens de la famille des Microhylidae.

## Répartition
Cette espèce se rencontre dans le Nord et l'Ouest du bassin amazonien : au Brésil, en Bolivie, en Colombie, au Guyana, en Guyane, au Pérou, en Équateur, au Suriname et au Venezuela,.

## Étymologie
Cette espèce est nommée en référence au lieu de sa découverte, la Bolivie.

## Publications originales
- Parker, 1927 : The Brevicipitid Frogs Allied to the Genus Gastrophryne. Occasional papers of the Museum of Zoology, University of Michigan, vol. 187, p. 1-6 (texte intégral).